# Émilie Georges
Émilie Georges é uma produtora de cinema francesa. Conhecida por Louder Than Bombs e Still Alice, foi indicada ao Oscar de melhor filme na edição de 2018 pela realização da obra Call Me by Your Name.